# Vương tế
Vương tế hoặc Hoàng quân (chồng của nữ vương hoặc nữ đế (đôi khi còn gọi là nữ hoàng), hay còn gọi là Vương phu, Đế phu, Hoàng phu (từ này tối nghĩa hơn 2 từ kia)) là những cách dịch nôm na trong ngôn ngữ Việt Nam dành cho tước danh tiếng Anh được gọi là Prince Consort (tiếng Đức: Prinzgemahl; tiếng Ý: Principe consorte), là một khái niệm danh phận hoặc tước hiệu xuất hiện tại Châu Âu dùng cho danh phận chồng của một Nữ vương (Queen Regnant) hoặc Nữ hoàng (Empress Regnant).
Tước hiệu này bắt đầu xuất hiện trong nền quân chủ nước Anh. Về bản chất, "Prince Consort" là một tước hiệu, không phải là một danh phận mặc định, do vậy trừ khi được chính thức công bố sắc phong, thì một người chồng của Nữ quân chủ cũng không có quyền tùy tiện sử dụng tước hiệu này. Một tước hiệu tương đương với "Prince Consort" là King Consort (có thể được dịch là Phối vương), dù tước hiệu này phạm vào sự nhạy cảm và cực kỳ ít khi sử dụng).

## Sử dụng ở châu Âu

### Phu quân của Nữ vương

#### Vương quốc Anh

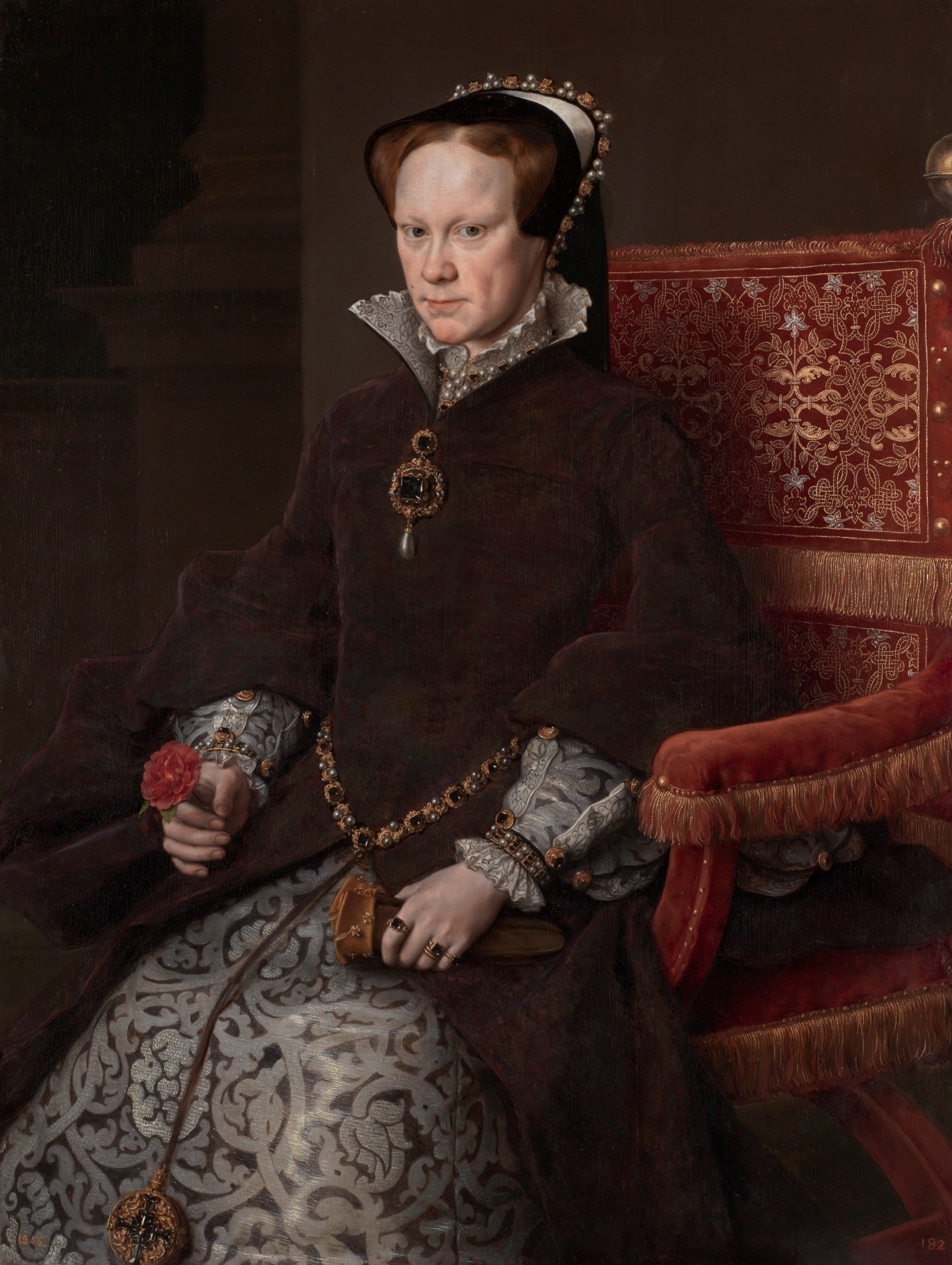
Nữ vương Mary I của Anh
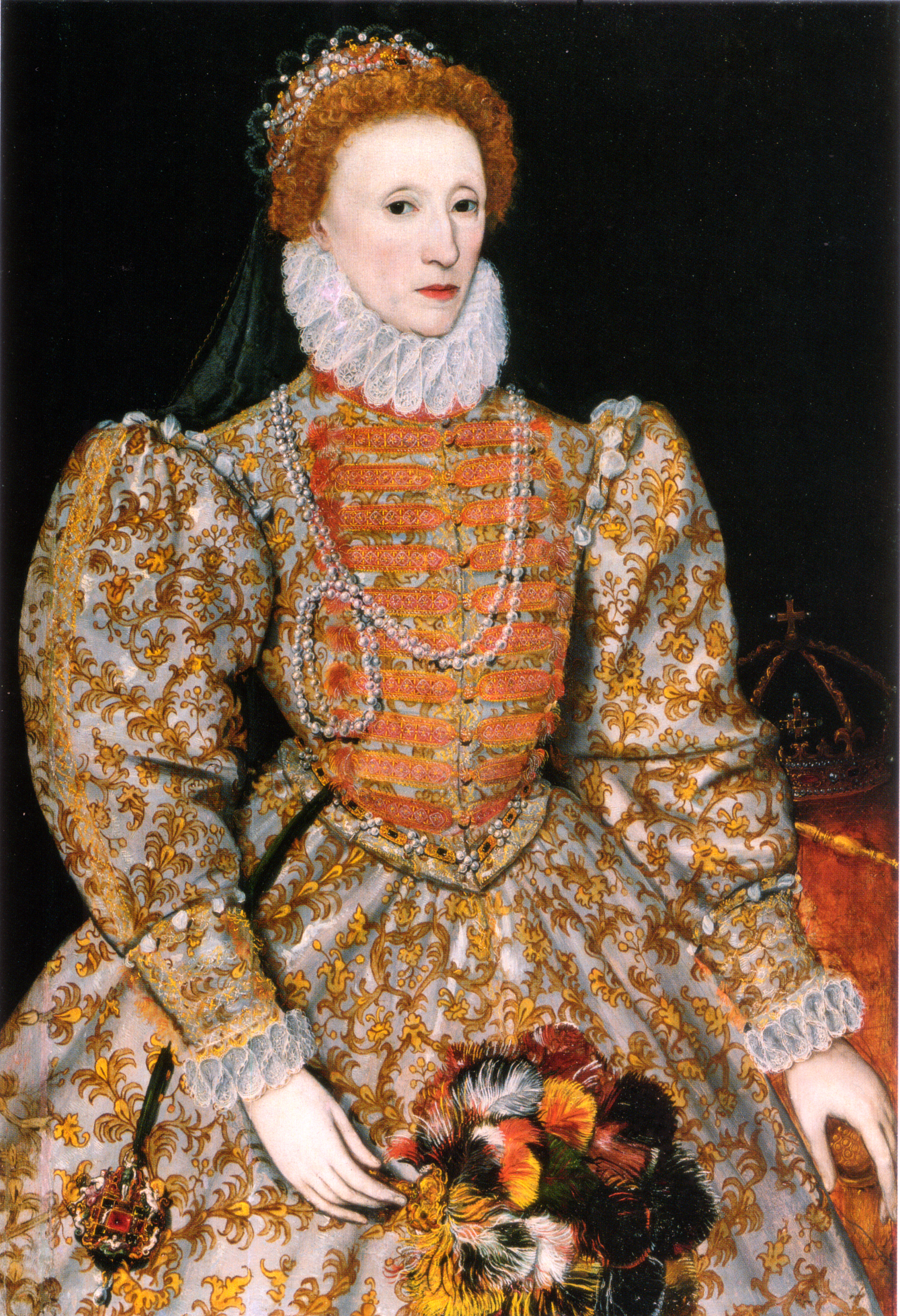
Nữ vương Elizabeth I của Anh
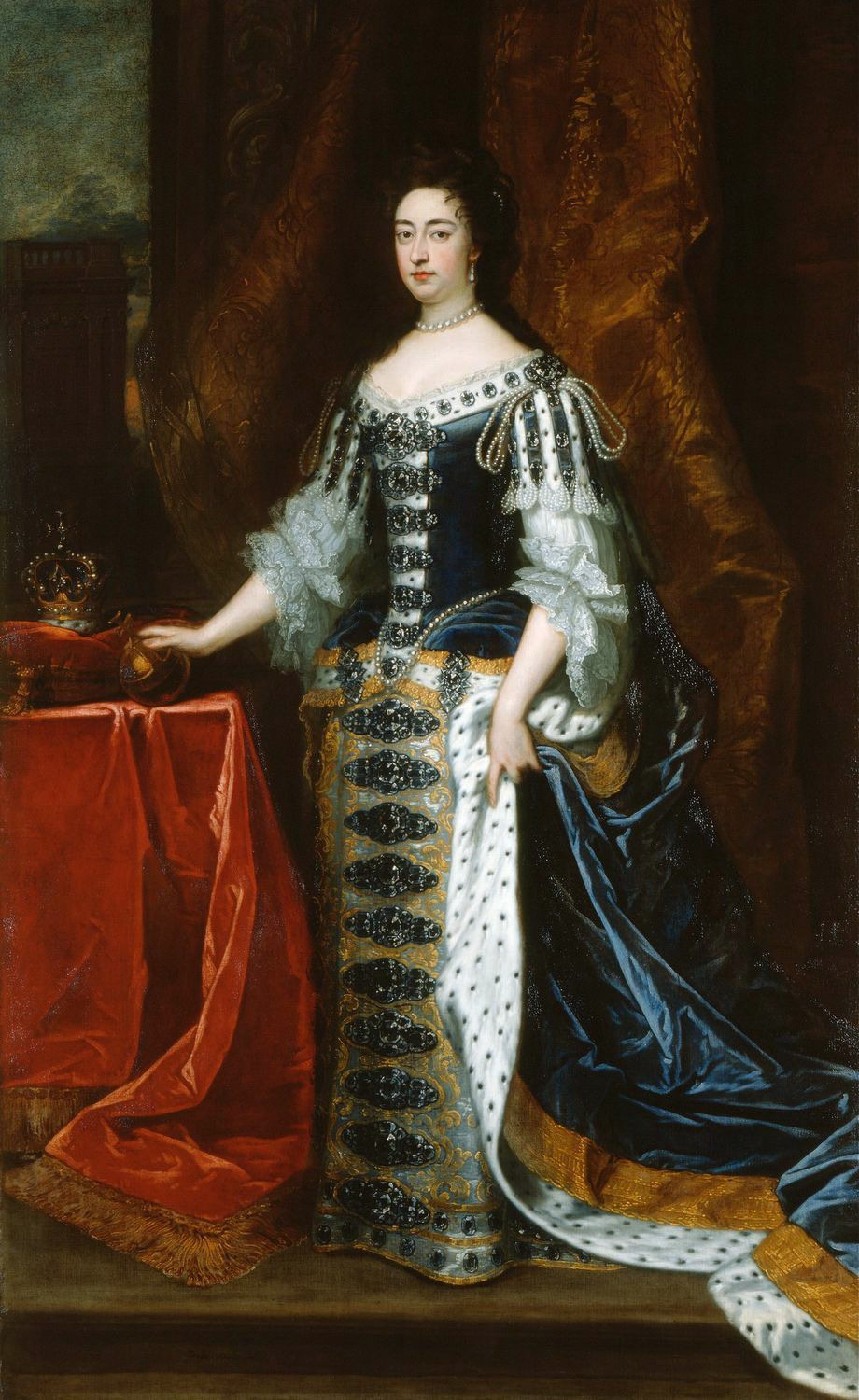
Nữ vương Mary II của Anh
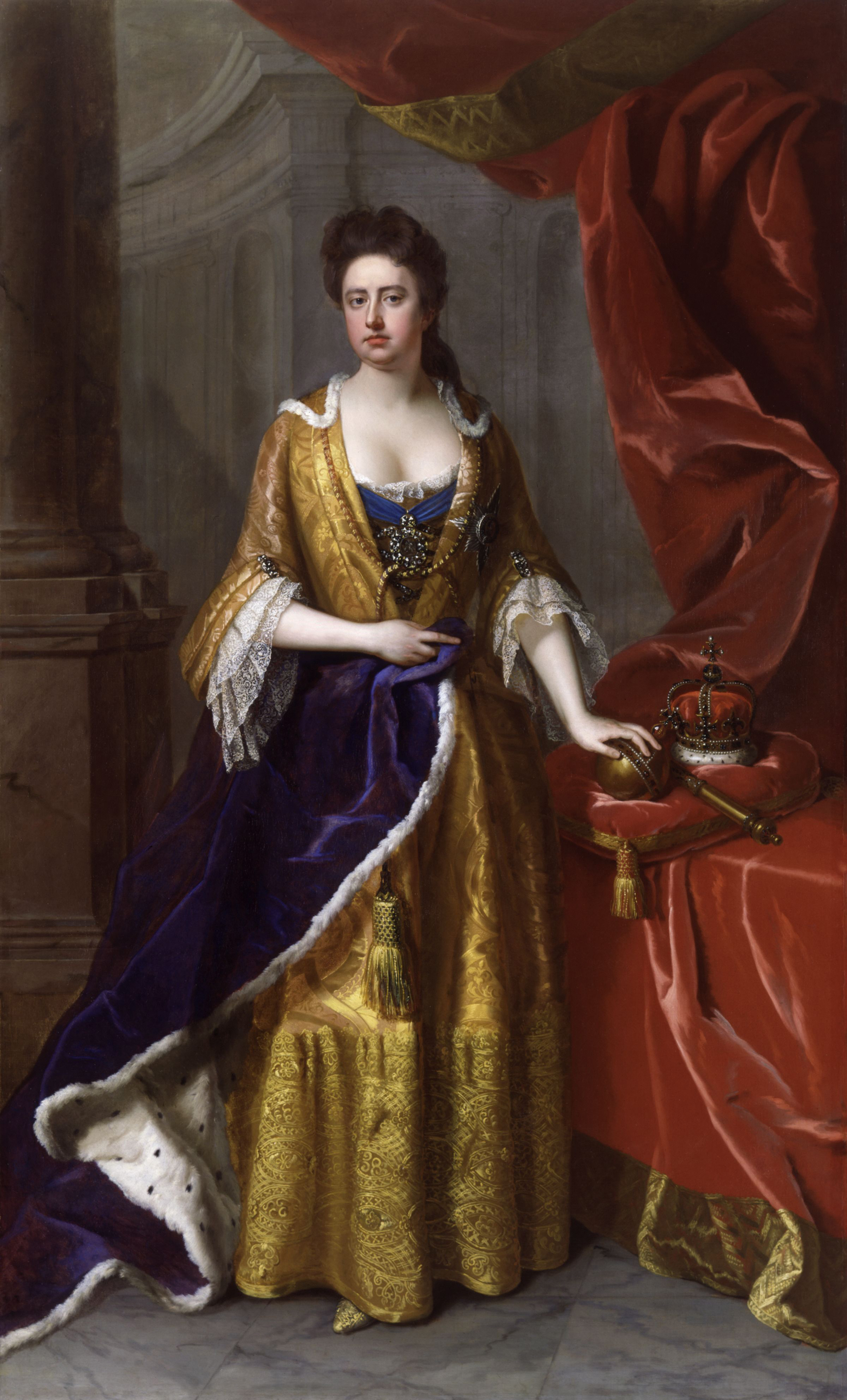
Nữ vương Anne của Anh
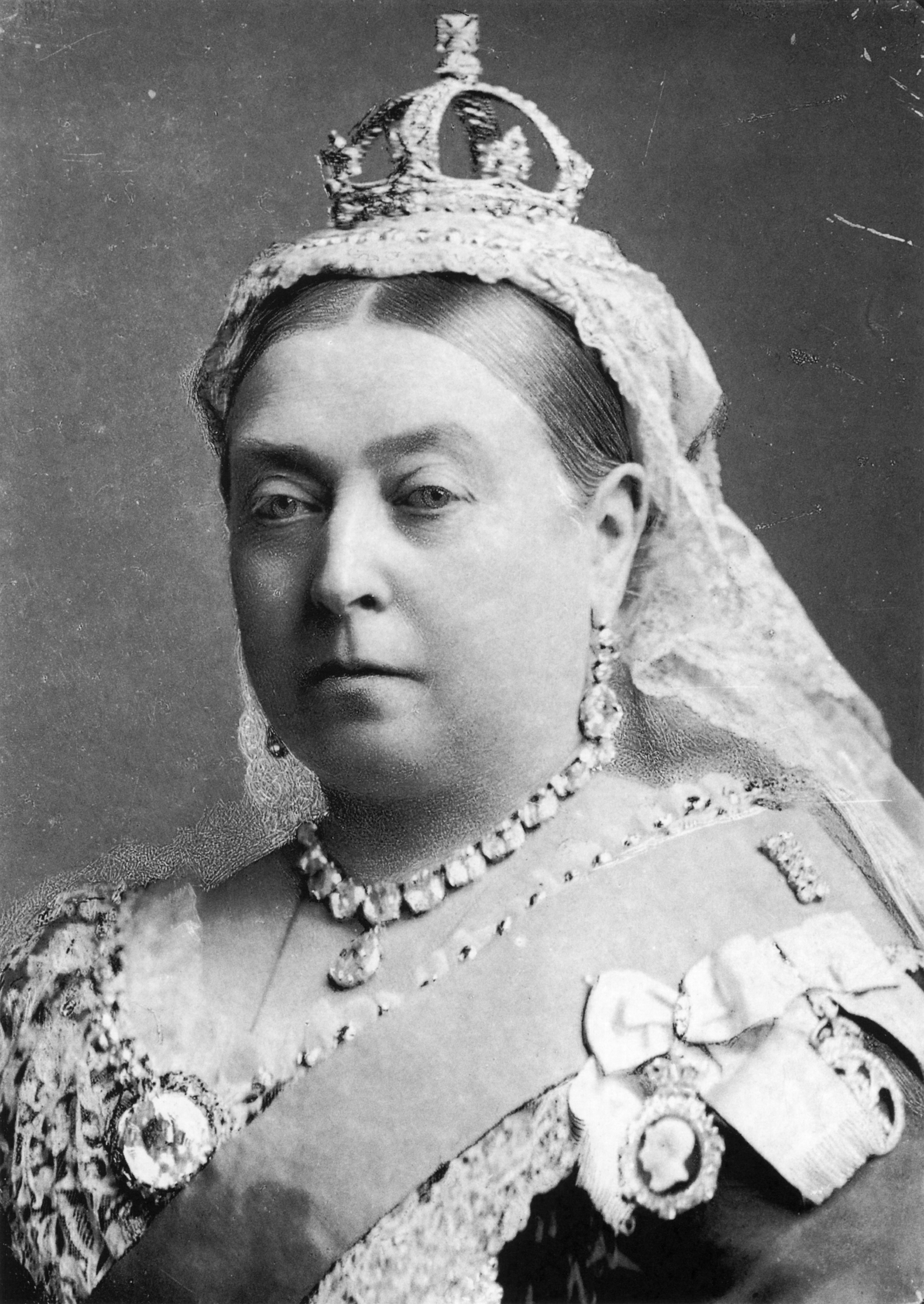
Nữ vương Victoria
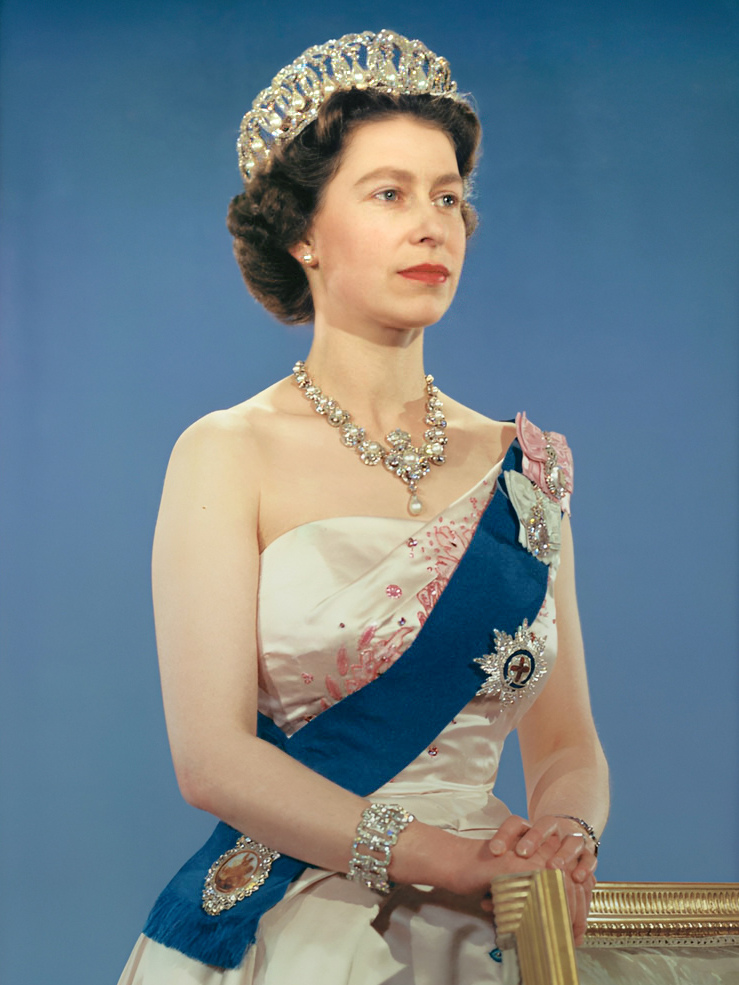
Nữ vương Elizabeth II

| Nữ vương            | Phu quân | Tước hiệu của Phu quân             |
| ------------------- | --- | ---------------------------------- |
| Mary I của Anh      | Felipe II của Tây Ban Nha | King jure uxoris (Vua jure uxoris) |
| Mary I của Anh      | Felipe II trở thành Vua của Anh qua đạo luật jure uxoris, đạo luật vốn quy định rằng chồng của Nữ vương (Queen Regnant) sẽ trở thành King. Dẫu vậy, một King jure uxoris, dù ngang hàng với vợ, có quyền lực thấp hơn vợ và sẽ không còn là King khi cuộc hôn nhân kết thúc. |                                    |
| Elizabeth I của Anh | Không | Không                              |
| Mary I của Scotland | François II của Pháp | King Consort (Phối vương)          |
| Mary I của Scotland | Francis II, Vua của Pháp, trở thành Phối vương (King Consort) Scotland sau khi kết hôn với Mary, Nữ vương Scotland. Ban đầu, ông muốn trở thành một King jure uxoris, tuy nhiên những tranh cãi về vấn đề này đã không được giải quyết cho tới khi ông băng hà. |                                    |
| Mary I của Scotland | Henry Stuart, Lãnh chúa Darnley | King Consort (Phối vương)          |
| Mary I của Scotland | Henry Stuart, Lãnh chúa Darnley trở thành Phối vương (King Consort) Scotland sau khi kết hôn với Mary, Nữ vương Scotland. Tương tự với chồng trước của Mary, François II của Pháp, ông cũng muốn trở thành một King jure uxoris nhưng những tranh cãi về nó cũng không được giải quyết cho tới khi ông bị sát hại. |                                    |
| Mary I của Scotland | James Hepburn, Bá tước thứ 4 xứ Bothwell | Không có                           |
| Mary I của Scotland | James Hepburn kết hôn với Mary, Nữ vương Scotland sau khi sát hại Lãnh chúa Darnley, chồng trước của Nữ vương. Cuộc hôn nhân là kết quả sau khi James bắt cóc và cưỡng hiếp Mary - người sau cùng đã buộc phải đồng ý kết hôn với hắn. Vì tính chất của cuộc hôn nhân này nên James không được phong bất cứ tước hiệu gì và chỉ được biết đến là một "Consort", chứ chưa từng là King Consort giống hai chồng trước của Nữ vương. |                                    |
| Mary II của Anh     | William III của Anh | King Regnant (Vua)                 |
| Mary II của Anh     | William và Mary lên ngôi sau Cách mạng Vinh quang, cuộc binh biến nhằm lật đổ vua James II - một nhân vật đầy tranh cãi với dân Anh. Do họ lên ngôi sau một cuộc cách mạng, không phải truyền ngôi, nên vấn đề tước hiệu trở nên tranh cãi. Việc Mary trở thành Nữ vương (Queen Regnant) đã sớm được đồng thuận, vì dù gì Mary cũng là trưởng nữ của phế vương James II. Đối với William, dù là cháu ruột gọi James II bằng cậu, trước đây, William đứng sau Mary trên danh sách kế vị. Ông vốn không đồng ý với việc trở thành Prince Consort, vì như vậy, ông sẽ là cửa dưới so với vợ là Mary, dù trong Cách mạng, công lao của ông lớn hơn rất nhiều. Hơn nữa, vợ ông, vốn vô cùng trung thành với chồng, cũng phản đối ý tưởng này. Sau cùng, ông được chấp thuận trở thành Vua (King Regnant), tức là đồng trị vì với vợ (Queen Regnant). Ông trở nên ngang hàng và có quyền lực tương đương với vợ, và vẫn trị vì ngay cả khi Mary II băng hà. |                                    |
| Anne I của Đại Anh  | Jørgen của Đan Mạch | Không có                           |
| Anne I của Đại Anh  | George xứ Đan Mạch, dù kết hôn với Anne, Nữ vương Anh, chưa từng được sắc phong bất kỳ tước hiệu Anh Quốc nào mà chỉ được biết đến với tước hiệu Công tước xứ Cumberland - một tước hiệu Đan Mạch - trong suốt cuộc đời. |                                    |
| Victoria            | Albrecht xứ Sachsen-Coburg và Gotha | Prince Consort (Vương phu)         |
| Victoria            | Albert kết hôn với Victoria khi bà đã là Nữ vương Anh. Tuy nhiên, ông không nhận được bất kỳ tước hiệu nào cho đến 17 năm sau, khi ông được Victoria sắc phong tước hiệu Prince Consort (Vương tế). Ông giữ tước hiệu này cho đến khi mất và là người duy nhất giữ tước hiệu này trong toàn lịch sử Anh Quốc. |                                    |
| Elizabeth II        | Philippos của Hy Lạp và Đan Mạch, Công tước xứ Edinburgh | Prince (Thân vương/Vương phu)      |
| Elizabeth II        | Philippos được George VI sắc phong tước hiệu Công tước xứ Edinburgh ngay trước khi kết hôn với Vương nữ Elizabeth, trưởng nữ của ông. Qua đó, Elizabeth được biết đến là Công tước phu nhân xứ Edinburgh. Đến năm 1952, George VI đột ngột băng hà, trưởng nữ Elizabeth lên ngôi, trở thành Elizabeth II. Một số tranh cãi về tước hiệu của Philippos, người đã trở thành phu quân của Nữ vương, nhưng sau tất cả, không có gì thay đổi với tước hiệu của Philippos. Cho đến năm 1957, Philippos được sắc phong tước hiệu Prince (Vương phu), tương tự với con cháu của quân chủ. |                                    |

#### Các nước khác

##### Jure uxoris
Ban đầu, vì chế độ "Jure uxoris" mà rất nhiều chồng của nữ vương cũng trở thành quốc vương và có quyền trở thành "Đồng quân vương" (tiếng Anh là Co-ruler hay Co-monarch). Có từ tiếng Latinh, "Jure uxoris" có nghĩa là "Quyền của chồng thừa hưởng từ người vợ", khi người thừa kế là nữ thừa hưởng đất đai cùng tước vị do cha mẹ để lại, thì người chồng cũng có thể sở hữu với tư cách là chủ nhân như vợ, và có thể được phong tước vị tương ứng ngang với người vợ. Sau khi người vợ này qua đời, hậu duệ mang theo họ của người chồng sẽ thừa kế vĩnh viễn tài sản và tước vị mà gia tộc người vợ truyền lại. Đây cũng là một trong các lý do lớn mà vì sao rất nhiều quốc gia Châu Âu đều không muốn thừa nhận nữ giới kế vị, và nếu có kế vị, thì cũng sẽ hạn chế quyền hạn của người chồng. Cho dù là vậy, những hậu duệ của nữ giới - vẫn được theo họ chồng - theo quy luật vẫn bảo tồn quyền kế vị của mình về sau.
Lấy ví dụ kinh điển cho trường hợp này thì có Ferrando II của Aragón, khi ông vừa là quốc vương của Aragon nhưng cũng là quốc vương tại Castilla do vợ ông, Nữ vương Isabel I, là nữ chúa của Castilla. Trường hợp này xảy ra tiếp với con rể ông, Philipp I của Castilla, một người nhà Habsburg, người sau đó được Hội đồng Castilla công bố là "Vua của Castilla" vì người vợ là Juana I được kế vị ngôi Vua tại Castilla, cũng từ đây ngai vàng Aragon và Castilla hợp nhất dưới tên Tây Ban Nha và do nhà Habsburg kế thừa.
Ngoài ra còn có Hoàng đế Sigismund của Thánh chế La Mã, có được ngai vàng quốc vương Hungary vì luật "Jure uxoris" sau khi ông kết hôn với Mária I của Hungary. Hoàng đế Sigismund chỉ có một cô con gái, Elizabeth xứ Luxembourg, và khi Elizabeth kết hôn với Albrecht II của Đức thì cũng khiến Albert trở thành quốc vương đồng trị vì của Hungary sau khi Sigismund qua đời. Ngoài ra, các vị quý tộc là Conrad xứ Montferrat, Henry II, Bá tước xứ Champagne cùng Aimery xứ Cyprus đều lần lượt trở thành quốc vương của Vương quốc Jerusalem vì đã cưới Isabella I của Jerusalem, nữ thừa kế duy nhất nhà Anjou. Con gái bà, Maria xứ Montferrat, đã cưới John xứ Brienne, điều này khiến John cũng trở thành quốc vương Jerusalem và đồng trị vì cùng vợ mình, sau cái chết của Maria thì John tiếp tục làm đồng trị vì với cô con gái, Isabella II của Jerusalem. Sau đó, Isabella II lại cưới Friedrich II của Thánh chế La Mã, khiến Friedrich cũng thành quốc vương tiếp theo và kết thúc vai trò quốc vương của John.

##### Jure uxoris suy yếu
Vì tránh đạo luật "Jure uxoris", có rất nhiều biện pháp được các triều đại đưa ra nhằm hạn chế việc này, như khi Infanta María Teresa của Tây Ban Nha được cưới cho Louis XIV của Pháp, bà bị cha là Felipe IV của Tây Ban Nha ép phải từ bỏ quyền thừa kế của mình đối với ngai vàng Tây Ban Nha. Đây là bởi vì khác với Pháp áp dụng Đạo luật Salic nên nữ giới không có quyền kế vị, các vị vua chúa ở thể chế Tây Ban Nha vẫn giữ quyền kế vị cho nữ giới, nên để tránh việc ngai vàng Tây Ban Nha rơi vào tay kẻ thù Pháp thì Quốc vương Philip IV phải tước đi quyền kế vị của con gái. Nữ vương Mary của Scotland kết hôn cùng Quốc vương François II của Pháp, và thỏa thuận của họ là sau khi Mary qua đời mà không có người thừa kế thì ngai vàng Scotland sẽ được quy về quyền sở hữu của vương triều Pháp.
Chồng của Margrethe II của Đan Mạch là Henrik de Laborde de Monpezat từng nhận vị hiệu "The Prince Consort" vào năm 2005, nhưng kể từ 2016 thì chỉ được gọi đơn giản là "Prince Henrik of Denmark" khi ông nghỉ hưu (tức "Vương phu Henrik của Đan Mạch").

### Phu quân của Nữ hoàng

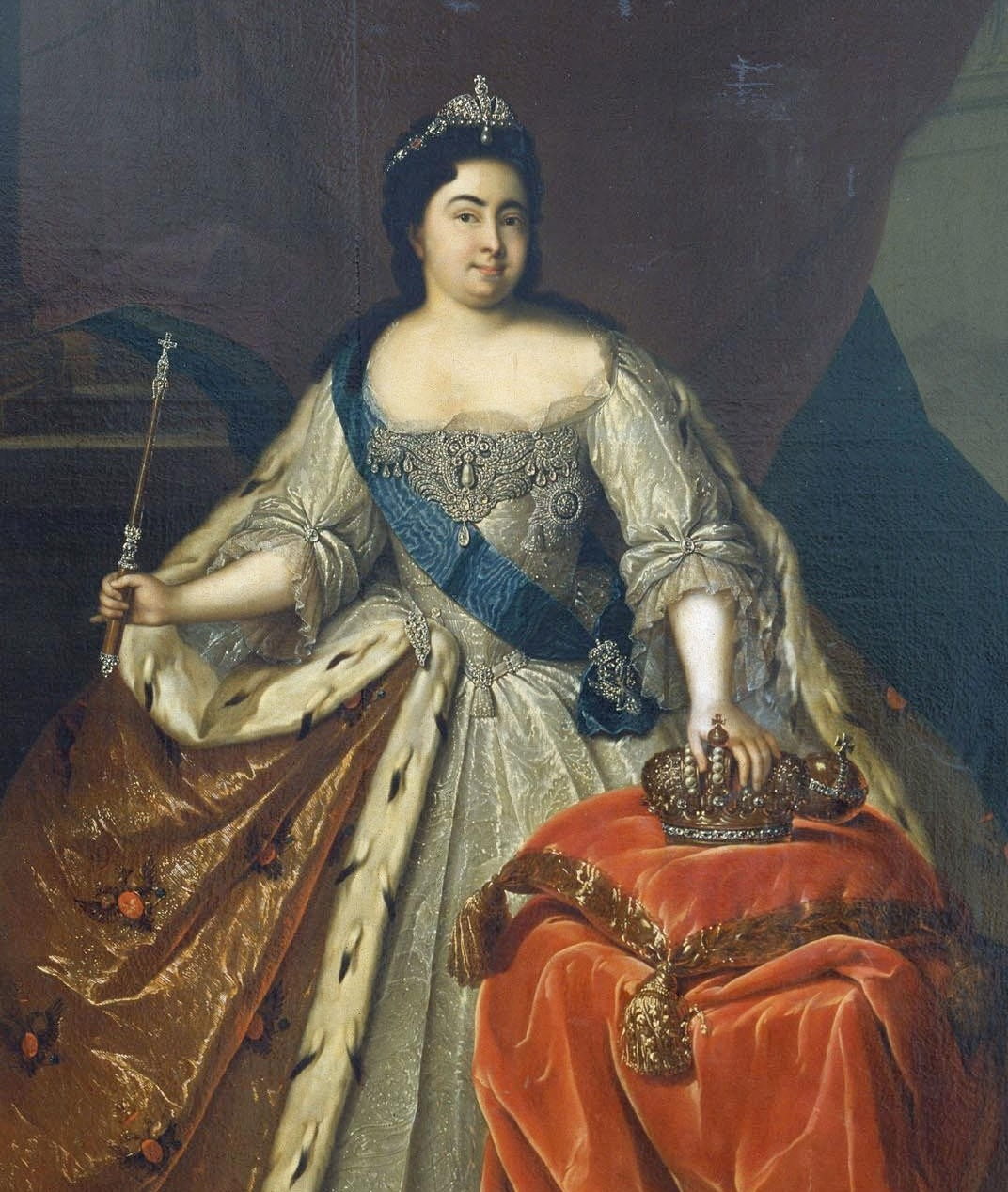
Nữ hoàng Yekaterina I của Nga
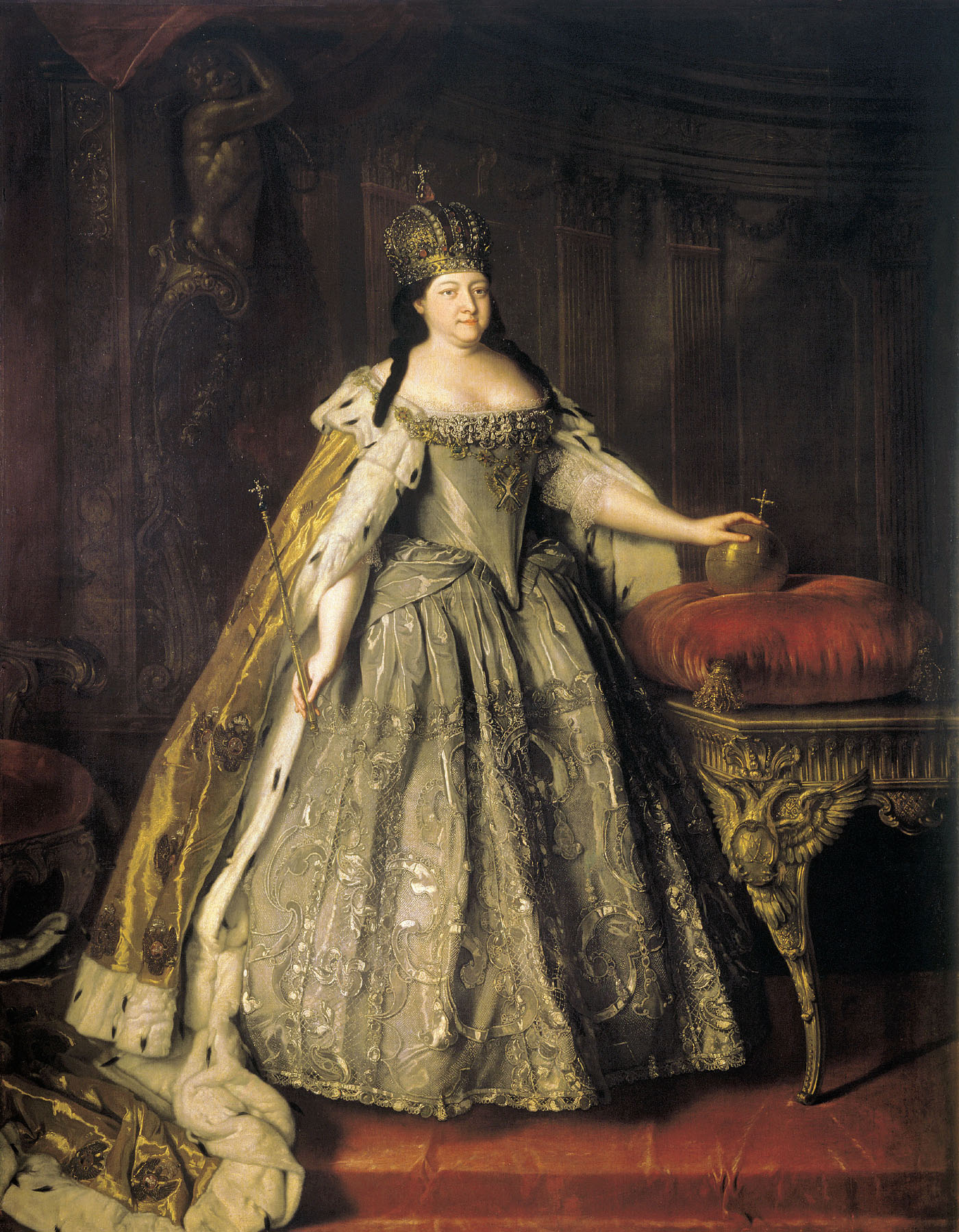
Nữ hoàng Anna của Nga
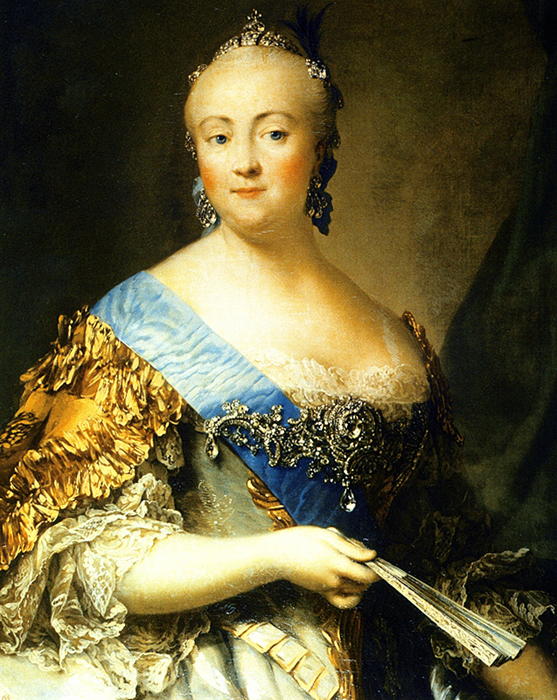
Nữ hoàng Yelizaveta I của Nga
Nữ hoàng Yekaterina II của Nga

Trong khi ấy, các nữ hoàng là trường hợp hiếm có hơn so với nữ vương, do các nền quân chủ lớn mạnh được gọi là đế chế rất ít khi chấp nhận phụ nữ nắm quyền, như Thánh chế La Mã. Tại Đế quốc Nga, tuy có nhiều nữ hoàng nhất trong các đế chế phương Tây, song một nửa số nữ hoàng Nga là hoàng hậu của những hoàng đế và lên ngôi do binh biến, điển hình có Yekaterina I và Yekaterina II. Còn hai vị hoàng nữ từng trở thành nữ hoàng Nga, là Yelizaveta của Nga cùng Anna của Nga, thì một người là hôn nhân không đăng đối, nên chồng của Elizaveta là Alexei Razumovsky không có tước hiệu chính thức nào. Còn chồng của Anna là Frederick William, Công tước xứ Courland lại mất trước khi Anna lên ngôi. Vì vậy, "Phu quân của một Nữ hoàng châu Âu" chưa bao giờ thực sự có định hình, và càng không có khái niệm tước hiệu chính thức, nên không tồn tại khái niệm "Hoàng tế"

## Sử dụng ở châu Á

### Trung Hoa
Dù trong châu Âu, "Prince Consort" được hiểu là "Vương tế", tức phu quân của Nữ vương thì ở châu Á, "Prince Consort" được hiểu là "Phò mã", hay "Vương quân", tức phu quân của Vương nữ. Trong lịch sử Trung Hoa, chỉ có duy nhất một nữ hoàng là Võ Tắc Thiên. Tuy nhiên, Võ Tắc Thiên lên ngôi khi phu quân và cũng là một trong những hoàng đế tiền nhiệm của bà là Đường Cao Tông đã băng hà. Do đó, khái niệm "phu quân của Nữ hoàng" chưa bao giờ thực sự hình thành.

### Nhật Bản
Trong số 8 nữ Thiên hoàng trong danh sách Thiên hoàng truyền thống, có đến 5 vị chưa từng kết hôn. Trong 3 vị còn lại, Thiên hoàng Kōgyoku và Thiên hoàng Jitō đều lên ngôi sau khi chồng và cũng là Thiên hoàng tiền nhiệm băng hà, duy chỉ có Thiên hoàng Gemmei lên ngôi kế nhiệm con trai mình là Thiên hoàng Monmu. Chồng bà là Hoàng tử Kusakabe - người được thân phụ là Thiên hoàng Tenmu trao quyền Thiên hoàng khi đang lâm bệnh nặng. Sau khi Tenmu băng hà, dù Kusakabe đã trở thành Thiên hoàng "trên danh nghĩa" và nắm quyền triều chính nhưng ông chưa thực sự lên ngôi vì đã qua đời sau khi thời gian để tang 3 năm cho Tenmu kết thúc, tức là trước khi vợ ông là Gemmei lên ngôi. Do đó, Kusakabe chỉ được biết đến qua tước vị "Hoàng tử" - hay đúng hơn là "Thái tử" do là con trai cả của Thiên hoàng Tenmu. Cũng vì thế, chưa từng có một "phu quân của Nữ hoàng" trong lịch sử Nhật Bản, nên tước hiệu hay khái niệm về nó chưa bao giờ chính thức hình thành.

## Phối vương
Danh vị "King Consort", nôm na là "Vương quân" hoặc "Phối vương", được hình thành với quan niệm "Người chồng của Queen thì phải là King".
Trong Tiếng Anh, Queen có hai nghĩa: Nữ vương (Queen Regnant) và Vương hậu (Queen Consort). Vương hậu (Queen Consort) là vợ của một Vương (King Regnant). Đây là một tước vị phổ biến trong lịch sử châu Âu. Nhưng với tước vị King Consort lại kém phổ biến hơn rất nhiều. Lý do nằm ở hệ thống thứ bậc phụ hệ, vốn quy định rằng giữa các tước vị ngang hàng nhau thì tước vị do nam giới nắm giữ sẽ có ảnh hưởng hơn nữ giới. Queen Consort hay Queen Regnant thì đều là Queen, tương tự với King Consort và King Regnant. Dù ngang hàng nhau, các "King" luôn có ảnh hưởng hơn các "Queen". Trường hợp King Regnant có vợ là Queen Consort thì rất hợp lý vì King Regnant luôn có ảnh hưởng hơn Queen Consort, chiếu theo thứ bậc phụ hệ. Nhưng với Queen Regnant có chồng là King Consort thì lại phi logic vì theo thứ bậc phụ hệ, King Consort sẽ có ảnh hưởng hơn Queen Regnant, dù đáng ra Queen mới là người có ảnh hưởng hơn. Do đó, hiếm khi nào phu quân của Nữ vương (Queen Regnant) dùng tước vị King Consort, mà sẽ dùng tước Prince Consort hoặc các tước vị khác, nhằm đảm bảo Queen Regnant sẽ là người có ảnh hưởng hơn giữa hai vợ chồng.
Trong lịch sử Châu Âu, có những người nổi tiếng từng được đề cập làm "King Consort", rồi sau đó tùy lý do mà bị phản đối hoặc được chấp thuận, bao gồm:
- François II của Pháp - chồng của Mary, Nữ vương của người Scots. Do kết hôn với một Nữ vương, Francis do đó trở thành "King Consort" của Scotland.
- Henry Stuart, Lãnh chúa Darnley - chồng sau của Nữ vương Mary. Ý tưởng này bị phản đối bởi Nghị viện Scotland, và dù Mary từng đề cập qua, Darnley không bao giờ chính thức xác nhận vì nhiều lý do chính trị về quyền lợi.
- Albrcht xừ Sachsen-Coburg và Gotha - chồng của Victoria của Anh. Đề nghị bị phản đối bởi Nghị viện Anh do lý do chính trị và thân phận người Đức của Albert. Sau cùng, Victoria phải sử dụng danh xưng The Prince Consort để khẳng định địa vị cho chồng mình.
- Pedro III của Bồ Đào Nha - chồng của Maria I của Bồ Đào Nha, vì truyền thống "Jure uxoris" mà trở thành Đồng quân vương với vợ mình.
- Fernando II của Bồ Đào Nha - chồng của Maria II của Bồ Đào Nha, vì truyền thống "Jure uxoris" mà trở thành Đồng quân vương với vợ mình. Sau khi Maria qua đời, Fernando bị mất tư cách trị vì nhưng vẫn tạm giữ quyền lực khi làm nhiếp chính cho con trai, Pedro V của Bồ Đào Nha.
- Francisco de Asís của Tây Ban Nha, Công tước xứ Cádiz - chồng của Isabel II của Tây Ban Nha. Không được hưởng quyền lợi "Jure uxoris", Francis chỉ là một Phối ngẫu Quốc vương mà không có quyền được liệt vào Đồng quân vương.